# Amalekité (Kniha Mormonova)
Amalekité jsou skupina nefitských odpadlíků, vystupujících v Knize Mormonově, americkém náboženském díle.  Panují pochyby o tom, zda se jedná o skutečnou historickou skupinu lidí.
Amalekité vedli Lamanity, aby bojovali proti Nefitům. Zmínky o nich se nacházejí v Knize Alma v kapitolách 21-24 a 43. Jsou tajemnou skupinou, o jejímž původu se vedou debaty.